# Tolmerus major
Tolmerus major là một loài ruồi trong họ Asilidae. Tolmerus major được Becker miêu tả năm 1907. Loài này phân bố ở vùng Cổ Bắc giới.